# Iglesia del Juramento de San Rafael (Córdoba)
La basílica menor del Juramento de San Rafael es un templo católico en el barrio de San Lorenzo de la ciudad de Córdoba, España, que ostenta el rango de basílica menor. Se levanta en el lugar donde se cree que el arcángel San Rafael se apareció al padre Roelas en 1578, jurándole custodiar la ciudad.
A fines del siglo XVIII se abre una suscripción popular para financiar las obras del templo proyectado por Vicente López Cardera para finalmente consagrarse en 1806. Sede canónica de la Hermandad Universitaria (Córdoba) y la Hermandad de San Rafael, Custodio de Córdoba.

## Historia
Según la tradición, las primeras apariciones del arcángel Rafael en la ciudad de Córdoba se produjeron en el siglo XIII a fray Simón de Sousa, quien, junto con el obispo Pascual, construyeron una efigie en su nombre en el campanario de la basílica de San Pedro. No obstante, las apariciones más célebres son las acontecidas al sacerdote Andrés de Roelas, más conocido como padre Roelas, en cuya última aparición el 7 de mayo de 1578, el árcangel le comentaría: «Yo te juro por Jesucristo crucificado que soy Rafael, a quien tiene Dios puesto por guarda de esta ciudad». Desde entonces el culto a Rafael creció de manera significativa en la ciudad y se solicitó al Vaticano el día 7 de mayo como día de rezo, hecho que fue aceptado y se realizaron celebraciones en la plaza de la Corredera.
En 1652 el veinticuatro de la ciudad José Valdecañas propuso la edificación de un templo sobre la antigua residencia del padre Roelas. Tres años más tarde se creó la Hermandad de San Rafael, aunque la ermita no fue finalizada y bendecida hasta el 21 de junio de 1732. Sin embargo, las dimensiones resultaron muy escasas y pronto se comenzó una recolecta para edificar una iglesia más voluminosa, reuniéndose un total de 61.148 reales. Esta cantidad resultó suficiente para que el arquitecto cordobés Vicente López Cardera construyese la iglesia del Juramento de San Rafael entre los años 1796 y 1806, influenciado por el neoclasicismo y las obras de Ventura Rodríguez. La nueva iglesia fue inaugurada por el obispo Pedro Antonio de Trevilla.

## Arquitectura
Ejemplo de gran originalidad por combinar un espacio longitudinal y circular, presenta la última fachada de estilo neoclasicista que se erige en Córdoba. Alberga a su vez, obras de gran calidad como la imagen del arcángel realizada en 1735 por Alonso Gómez de Sandoval y lienzos del pintor y biógrafo cordobés Acisclo Antonio Palomino del siglo XVIII.
El interior de la iglesia se divide tres naves mediante arcos de medio punto doblados, que cargan sobre grandes pilares de sección cuadrangular. El crucero se corona con bóveda de cañón. En el altar mayor, un baldaquino alberga la imagen del titular.